# اتا شلیاق
اتا شلیاق (انگلیسی: Eta Lyrae) یا اَظفار جزء اصلی یا جزء "A" یک سامانه ستاره‌ای سه‌گانه است در صورت فلکی شلیاق. اظفار تقریباً ۱٬۳۹۰ سال نوری از خورشید فاصله دارد.
جزء ثانویه یا "B" آن ستاره BD +38 3491 است. اتا شلیاق خود یک طیف‌نمای دودویی است با اجزایی به نام‌های Aa و Ab. اظفار به عربی به معنی چنگال و منظور از آن چنگال‌های عقاب است.